# Keratoakanthom

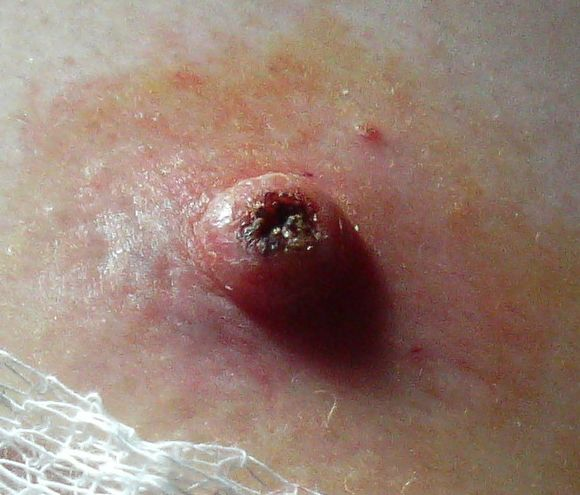
Keratoakanthom

Das Keratoakanthom ist ein schnell wachsender in der Regel gutartiger Hauttumor, der sich unbehandelt spontan zurückbilden kann. Für einige Autoren handelt es sich beim Keratoakanthom jedoch um eine Variante des Plattenepithelkarzinoms mit besonders günstiger Prognose. Da die histopathologischen Kriterien zur Unterscheidung von Keratoakanthom und Plattenepithelkarzinom unscharf sind, ist zudem nicht immer eine eindeutige Zuordnung möglich.

## Pathologie
Der Tumor wächst knotig von den Keratinozyten des Haarfollikeltrichters ausgehend und bildet in der Mitte einen zentralen Hornkegel aus, einen sog. keratotischen Pfropf. Dieser wird von dem
umliegenden Epithel lippenartig umsäumt.

### Histologie
Der untere Epithelrand ist weniger mitosereich als beim Plattenepithelkarzinom, unregelmäßig und von einem entzündlichen Infiltrat durchsetzt, also hat der Tumor histologisch Ähnlichkeit mit Plattenepithelkarzinomen (insbesondere mit dem hochdifferenzierten Spinaliom), weshalb er zu den Pseudokanzerosen gezählt wird.
Darüber hinaus kann ein Keratoakanthom in späterem Stadium in ein Spinaliom übergehen, also maligne transformieren.

### Auftreten
Keratoakanthome werden vor allem im höheren Lebensalter beobachtet. Sie kommen überwiegend an lichtexponierten Arealen vor. Ihre Ursache ist bis heute unbekannt.

## Therapie
Aufgrund der schwierigen Abgrenzbarkeit zum verhornenden Plattenepithel-Karzinom und weil die Möglichkeit einer malignen Transformation nicht auszuschließen ist, wird zur frühzeitigen operativen Entfernung von Keratoakanthomen geraten.